# Silnik modelarski

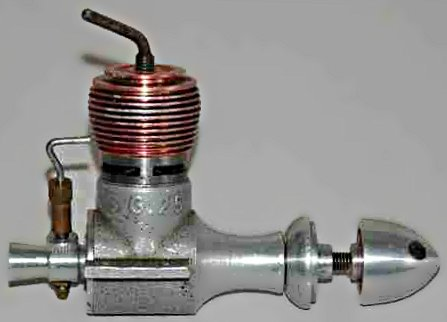
Samozapłonowy silnik modelarski Jaskółka 1.

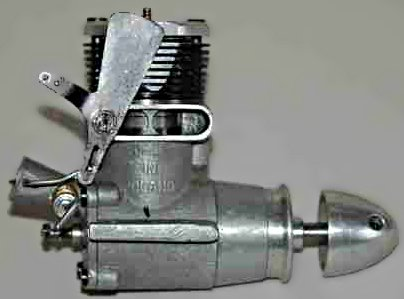
Żarowy silnik modelarski Super Sokół 3.

Silnik dowolnego typu służący do napędu modelu. Nazwa czasem jest używana w odniesieniu do modelarskich silników spalinowych: żarowego i samozapłonowego. Przeważnie jest to zminiaturyzowana wersja dużych silników, a w dużych modelach mały silnik użytkowy np. silnik spalinowy od kosiarki.
Rodzaje:
- silnik gumowy
- silnik parowy
  - maszyna parowa
  - turbina parowa
  - pyrkawka
- silnik spalinowy przeważnie żarowy, lub  samozapłonowy
- silnik na dwutlenek węgla
- silnik odrzutowy
  - silnik pulsacyjny
  - silnik turboodrzutowy
- silnik rakietowy na paliwo stałe
- silnik elektryczny – przeważnie bezszczotkowy.

Silniki (napędy) częściej stosowane w zabawkach niż w modelach:
- napęd sprężynowy
- napęd kołem zamachowym
- silnik na sprężone powietrze
- wiatrak
- silnik rakietowy na sprężone powietrze i wodę